# Suture temporo-zygomatique
La suture temporo-zygomatique (ou suture temporo-malaire ou suture zygomato-malaire ou suture zygomato-temporale) est la suture crânienne qui relie le processus temporal de l'os zygomatique au processus zygomatique de l'os temporal. Elle fait partie de l'arcade zygomatique.